# Gunda, Sindhnur
Gunda là một làng thuộc tehsil Sindhnur, huyện Raichur, bang Karnataka, Ấn Độ.